# 林方略

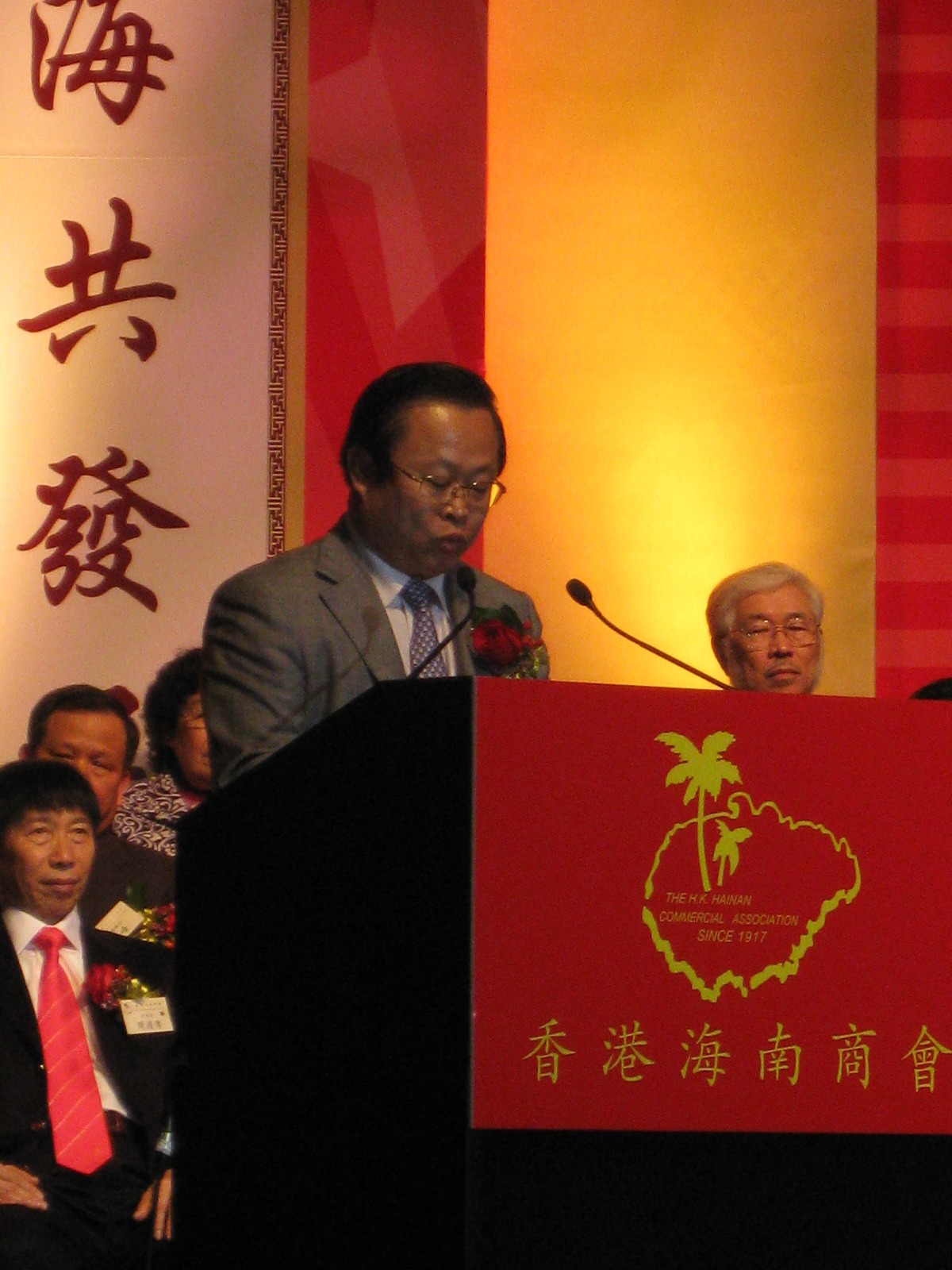
林方略在香港

林方略（1957年6月—），海南文昌人。男，汉族。1975年5月参加工作，1990年5月加入中国致公党。海南医学专科学校医疗系医疗专业毕业，南京大学行政管理专业研究生学历。
历任海口市人民医院医生、副主任医师、外科副主任、副院长，致公党海口市主委，海口市政协副主席、秀英区副区长，海南省卫生厅副厅长等职。2001年5月，当选致公党海南省主委
。2003年1月，当选海南省人民政府副省长。2003年1月，任海南省政协副主席，致公党海南省委会主委。2016年9月，被撤销第十二届全国政协委员资格。